# Интелектуална тамна мрежа
Интелектуална тамна мрежа (скраћено IDW на енглеском и ИТМ на српском језику) је ознака која је примењена на неке коментаторе који се противе ономе што сматрају доминацијом политике идентитета, политичке коректности и културе отказивања у високом образовању и медијима у западним земљама.
Термин интелектуална тамна мрежа сковао је Ерик Вајнштајн. Потом је популаризована у уводнику Њујорк тајмса 2018. од стране америчког публицисте Барија Вајса. Вајс и други су овај термин применили на широк спектар личности из различитих интелектуалних и политичких средина, укључујући конзервативце као што је Даглас Мареј, анти-екстремистичке активисте као што је Мајид Наваз, атеисте као што је Сем Харис и феминисткиње попут Ајан Хирси Али. Такође је повезан са онлајн публикацијама као што је либертаријанству блиски Quillett.
Појединци и публикације повезане са овим термином одбацују оно што виде као ауторитаризам и остракизам унутар мејнстрим прогресивних покрета у западним земљама, посебно на универзитетима и у медијима. Ово укључује противљење деплатформисању, бојкоту и срамоћењу на интернету, који се виде као претња слободи говора. Они који су означени као део интелектуалне тамне мреже долазе са десне и леве стране политичког спектра. Ваљаност термина оспоравају неки на које је примењен због низа веровања које обухвата.

## Дефиниција
Извори се разликују о природи појма, при чему неки описују њене чланове као „мале либерале“, а други као „реакционаре“ и идеолошки различите. Заједничка уверења укључују противљење прогресивизму и политичкој коректности, међутим области фокуса се разликују. Они који су повезани са мрежом генерално су критични према ономе што перципирају као „конформистичке“ либерале, а неки су повезани са алт-лајтом и алт-рајт ом политичког спектра. Аутори за Psychology Today окарактерисали су га као „генерално забринутог за политички трибализам и слободу говора“, или као одбацивање „главних претпоставки о томе шта је истина“. Писци за Салон назвали су га политички конзервативним покретом уједињеним више због одбијања америчког либерализма него због било каквих заједничких уверења. Алтернативно, Кристијан Алехандро Гонзалес, пишући за National Review, тврди да је, упркос томе што обухвата „сва политичка убеђења“, интелектуална тамна мрежа била уједињена у посебној конзервативној концептуализацији неправде и неједнакости.
У својој књизи Against the Web: A Cosmopolitan Answer to the New Right, аутор и политички коментатор Мајкл Брукс наводи „посвећеност афирмацији капитализма“, „заједничку опседнутост контроверзама кампуса и друштвених медија“ и „интензивно интересовање за IQ и друге урођена оправдања за системске неједнакости“ као дефинишуће карактеристике групе.
Ерик Вајнштајн, директор Thiel Capital, изјавио је да се, када је сковао термин, „полушалио“. Ово се догодило након што је Вајнштајнов брат, биолог Брет Вајнштајн, 2017. дао оставку на место професора биологије на Евергрин Стејт колеџу као одговор на протесте против његове критике догађаја у кампусу током којег се тражило од белих студената да током једног дана не дођу на факултет, за разлику од претходног. годишња традиција да црни студенти добровољно одсуствују.
Термин је постао популаран након објављивања чланка тадашњег уредника Барија Вајса из маја 2018. у Њујорк тајмсу под насловом „Упознајте одметнике интелектуалне тамне мреже“. Вајс је окарактерисала појединце које је навела као повезане са интелектуалним мрачним вебом као „иконокластичке мислиоце, академске отпаднике и медијске личности“, који су „очишћени из институција које су постале све непријатељскије расположене према неортодоксној мисли“, и које су уместо тога прешле на друштвене мреже, подкасте, јавне настуе и друга алтернативе мимо „наслеђених медија“. Вајс је изјавио да је „Интелектуална таман мрежа [је] термин који је у полушали сковао господин Вајнштајн“.
Иако они који су повезани са интелектуалном тамном мрежом првенствено критикују политичку левицу, неки себе описују као либералне, али критикују оно што виде као ексцесе и безбрижност америчке левице, док други нагињу десници. Ник Фуријезос из часописа Ози описује покрет као „растућу школу мишљења која укључује колекцију углавном левичарских професора, стручњака и мислилаца уједињених у својој критици модерног покрета социјалне правде као ауторитарног и нелогичног“. Либерали који су означени као део ИДВ-а често приписују просветитељству огромна побољшања људског благостања од 18. века, и виде просветитељске вредности као што су слобода говора и права појединца угрожене и политичком коректношћу на левици и трампизмом. и верски конзервативизам на десници. Критике интелектуалне тамне мраже долазе првенствено са левице, а подршка са деснице. Гардијан је ИТМ окарактерисао као „чудне другове у кревету” који чине „наводно мислеће крило алт-деснице”. Лист Los Angeles Review of Books навео је да се члановиидентификују и са левицом и са десницом, али су уједињени против „примарних противника“ укључујући политичку коректност, прогресивце, левичарску политику и „неофашистичку алт-десницу“.
Чланови ИТМ-а одбацили су карактеризацију да је група алт-рајт (на пример, у Гардијану).
Што се тиче организације ИТМ-а, Даниел В. Дрезнер је приметио да је она у суштини без вође и да може бити индивидуално дужна својој публици, неспособна да напредује у кохерентној агенди.
У новембру 2020. године, Сем Херис се оградио од покрета, рекавши да „[своју] имагинарну чланску карту предаје овој измишљеној организацији“, јер су неки неидентификовани чланови групе пропагирали тврдње председника Доналда Трампа да Амерички председнички избори 2020. украдени су масовном преваром бирача.